# Seitz (Familienname)
Seitz ist ein deutscher Familienname.

## Namensträger

### A
- Adalbert Seitz (1860–1938), deutscher Arzt und Naturforscher
- Adolf Seitz (1888–1962), deutscher Wirtschaftstreuhänder und Steuerberater
- Albert Seitz (1872–1937), französischer Komponist und Violaspieler
- Alexander Seitz (Mediziner) (um 1473–nach 1533), deutscher Mediziner und Dramatiker
- Alexander Seitz (Jurist) (* 1967), deutscher Jurist
- Alexander Maximilian Seitz (1811–1888), deutscher Maler
- Alfred Seitz (Widerstandskämpfer) (1903–1942), deutscher Widerstandskämpfer gegen den Nationalsozialismus
- Alfred Seitz (Biologe, 1905) (1905–1982), österreichischer Verhaltensbiologe und Direktor des Nürnberger Tiergartens
- Alfred Seitz (Biologe, 1948) (1948–2010), deutscher Biologe und Ökologe
- Aline Seitz (* 1997), Schweizer Radsportlerin
- Anni Seitz (1888–1978), deutsche Schauspielerin
- Anton Seitz (Maler) (1829–1900), deutscher Maler
- Anton Seitz (Theologe) (1869–1951), deutscher katholischer Theologe
- Arnold Seitz (1846–1913), Schweizer Eisenbahningenieur

### B
- Beat Seitz (* 1973), Schweizer Bobfahrer
- Bernarda Seitz (1927–2014), argentinische Nonne, Sachbuchautorin und Moderatorin im argentinischen Fernsehen
- Bernhard Seitz (* 1932), rumänischdeutscher Ingenieur und Unternehmer
- Berthold Seitz (* 1962), deutscher Ophthalmologe

### C
- Carl Seitz (Jurist) (1826–1889), deutscher Jurist und Politiker
- Carl Seitz (1858–1942), deutscher Pädiater
- Charles L. Seitz, US-amerikanischer Computerarchitekt
- Chris Seitz (* 1987), US-amerikanischer Fußballtorhüter
- Christoph Seitz (1914–1985), deutscher Politiker (SED) und Oberbürgermeister von Rostock und Schwerin
- Claudia Seitz (* 1970), deutsch-schweizerische Rechtswissenschaftlerin und Hochschullehrerin
- Claus Seitz (1936–2003), deutscher Buchhersteller

### D
- Daniel Seitz (1759–1839), hessischer Amtmann und Politiker und Abgeordneter der 2. Kammer der Landstände des Großherzogtums Hessen
- Dieter Seitz (1939–2018), deutscher Germanist und Hochschullehrer in Frankfurt am Main
- Dorothea Seitz (* 1967), deutsche Moderatorin, Regisseurin und Dozentin

### E
- Eduard Seitz (1814–1868), hessischer Richter und Politiker (Kirchlich-Konservativ)
- Elisabeth Seitz (Ingenieurin) (1898–1995), deutsche Ingenieurin in Technischer Physik
- Elisabeth Seitz (Musikerin) (* 1972/73), deutsche Hackbrettspielerin und Musikpädagogin
- Elisabeth Seitz (* 1993), deutsche Turnerin
- Elisabeth Seitz Shewmon (* um 1965), deutsche Sprachwissenschaftlerin
- Elisabeth Maria Liegel-Seitz (1903–1993), deutsche Bildhauerin, Illustratorin, Textilkünstlerin und Kindergartengründerin
- Emil Seitz (1825–1892), deutscher Fabrikant (leonische Waren)
- Enoch Beery Seitz (1846–1883), US-amerikanischer Mathematiker
- Erich Seitz (1914–nach 1970), deutscher Uhrenfabrikant und Verbandsfunktionär
- Ernst Seitz (Bauingenieur) (1883–1951), Schweizer Bauingenieur
- Ernst Liegel-Seitz (1897–1965), deutscher Kaufmann und Unternehmer
- Erwin Seitz (1928–2003), deutscher Politiker (CSU), MdL
- Erwin Seitz (Tourismuswissenschaftler) (1949–2013), deutscher Tourismuswissenschaftler
- Erwin Seitz (Publizist) (* 1958), deutscher Journalist und Autor
- Eugen Seitz (1817–1899), deutscher Mediziner, Pathologe und Hochschullehrer

### F
- Florian Seitz (Geodät) (* 1976), deutscher Geodät, Geophysiker und Hochschullehrer
- Florian Seitz (Leichtathlet) (* 1982), deutscher Sprinter
- Franz Seitz (Mediziner) (1811–1892), deutscher Mediziner und Hochschullehrer
- Franz von Seitz (1817–1883), deutscher Maler, Lithograf und Radierer
- Franz Seitz senior (1888–1952), deutscher Filmregisseur und -produzent und Schauspieler
- Franz Seitz junior (1921–2006), deutscher Filmregisseur und -produzent und Drehbuchautor
- Franz Seitz (Ökonom) (* 1961), deutscher Wirtschaftswissenschaftler und Hochschullehrer
- Franz Ferdinand Seitz (1823–1898), deutscher Politiker
- Ferdinand Seitz (1894–1973), deutscher Bildhauer, Autor und Laienforscher zu den Externsteinen
- Frederick Seitz (1911–2008), US-amerikanischer Physiker
- Friedrich Seitz (Komponist) (1848–1918), deutscher Komponist, Geiger und Violinpädagoge
- Friedrich Seitz (Heimatforscher, 1853) (1853–nach 1917), deutscher Lehrer und Heimatforscher
- Friedrich Seitz (Heimatforscher, 1906) (1906–1999), deutscher Heimatforscher
- Friedrich Seitz (Verwaltungsbeamter) (1908–1996), deutscher Verwaltungsbeamter
- Friedrich Seitz (Ministerialbeamter), deutscher Ministerialbeamter
- Friedrich August Seitz (1902–1944), deutscher Künstler
- Friedrich Martin Seitz (1925–2014), österreichischer Maler, Bildhauer und Schriftsteller
- Fritz Seitz (Architekt) (1851–1929), deutscher Architekt
- Fritz Seitz (Herausgeber) (1890–1966), deutscher Werbefachmann und Zeitschriftenherausgeber
- Fritz Seitz (1905–1949), Priester der Diözese Speyer und Verfolgter des NS-Regimes
- Fritz Seitz (Grafiker) (1926–2017), deutscher Maler, Grafiker und Hochschullehrer

### G
- Georg Seitz (Regisseur) (1920–2011), deutscher Regisseur und Autor
- Georg Seitz (* 1952), deutscher Mundart-Entertainer und Autor, siehe Schorsch Seitz
- Georg Heinrich Seitz (1872–1939), deutscher Kaufmann und Unternehmer
- George B. Seitz (1888–1944), US-amerikanischer Filmregisseur und Drehbuchautor
- Gerhard Seitz (1922–2020), deutscher Violinist und Konzertmeister
- Gordon Müller-Seitz (* 1978), deutscher Wirtschaftswissenschaftler und Hochschullehrer
- Gunda Bleier-Seitz (1898–nach 1954), deutsche Sopranistin
- Gunther Seitz (* 1936), deutscher Pharmazeut, Chemiker und Hochschullehrer
- Günther Seitz (* 1942), deutscher Unternehmer und Firmengründer (Canton Elektronik)
- Gustav Seitz (1906–1969), deutscher Bildhauer und Zeichner

### H
- Hanns Martin Seitz (1938–2022), deutscher Mediziner, Parasitologe und Hochschullehrer
- Hanns Ulrich Seitz (1939–2011), deutscher Pflanzenphysiologe und Hochschullehrer
- Hans Seitz, bekannt als Hans Terofal (1923–1976), deutscher Schauspieler
- Hans Seitz (Jurist) (1929–2011), österreichischer Jurist und Förderer der Stadt Eggenburg
- Hans-Joachim Seitz (* 1940), deutscher Mediziner und Hochschullehrer
- Hans-Peter Seitz (* 1942), deutscher Politiker (SPD), Mitglied des Abgeordnetenhauses von Berlin
- Heinrich Seitz (Dichter) (1843–1905), deutscher Postbeamter und Dichter
- Heinrich Seitz (Leichtathlet) (* 1980), deutscher Leichtathlet
- Heinrich Seitz von Treffen (1870–1940), österreichischer Konteradmiral
- Helma Seitz (1913–1995), deutsche Schauspielerin
- Helmut Seitz (Journalist) (1931–2021), deutscher Journalist und Schriftsteller
- Helmut Seitz (1956–2009), deutscher Finanzwissenschaftler
- Helmut K. Seitz (* 1950), deutscher Internist, Gastroenterologe, Alkoholforscher und Hochschullehrer
- Hermann Seitz (* 1971), deutscher Ingenieur und Professor für Fluidtechnik und Mikrofluidtechnik
- Hillary Seitz, US-amerikanische Drehbuchautorin
- Holger Seitz (Regisseur) (* 1962), deutscher Theaterregisseur, Schauspieler und Dramaturg
- Holger Seitz (Fußballspieler) (* 1974), deutscher Fußballspieler und -trainer
- Hugo Seitz (1865–nach 1931), württembergischer Oberamtmann

### I
- Ingeborg Seitz (1924–2006), deutsche Landtagspolitikerin (Hessen) der CDU

### J
- Jakob Adolf Seitz (1898–1970), deutsch-argentinischer Schachmeister und Journalist
- Jane Seitz (1942–1988), deutsche Filmeditorin
- Jochen Seitz (* 1976), deutscher Fußballspieler
- Jodok Seitz († 1471), deutscher Geistlicher und Prämonstratenser
- Johann Seitz (Bildhauer) († 1685), deutscher Bildhauer
- Johann Seitz (Maler, 1738) (1738–1816), böhmischer Maler
- Johann Baptist Seitz (1786–1850), deutscher Kupferstecher und Modellbauer
- Johann Georg Seitz (1810–1870), deutsch-österreichischer Maler
- Johann Nicolaus Seitz (* 1646), deutscher Mediziner
- Johanna Seitz (* um 1972), deutsche Harfenistin
- Johannes Seitz (1839–1922), Arzt
- John Seitz (Schauspieler) (1937–2005), US-amerikanischer Schauspieler
- John A. Seitz (1908–1987), US-amerikanischer Brigadegeneral
- John F. Seitz (1892–1979), US-amerikanischer Kameramann
- John F. R. Seitz (1908–1978), US-amerikanischer Generalmajor
- Josef Seitz (Fußballspieler), deutscher Fußballspieler
- Josef Seidl-Seitz (1908–1988), deutscher Maler und Holzschneider
- Josef Ferdinand Seitz (1942–2006), deutscher Maler und Kunstpädagoge
- Joseph Seitz (1864–1928), deutscher Gewerkschafter
- Joseph Aloys Seitz (1781/1782–1851), Landrat und Kreisrat im Großherzogtum Hessen
- Julia Seitz (* 1994), deutsche Eishockeyspielerin
- Julius Seitz (1847–1912), deutscher Bildhauer
- Jürgen Seitz (* 1948), deutscher Ökonom

### K
- Käthe Seitz (1894–1942), deutsche Widerstandskämpferin
- Kari Seitz (* 1970), US-amerikanische Fußballschiedsrichterin
- Karl Seitz (Komponist) (1844–1905), deutscher Lehrer, Kantor, Organist und Komponist
- Karl Seitz (Oberamtmann) (1856–1944), deutscher Verwaltungsbeamter
- Karl Seitz (1869–1950), österreichischer Politiker
- Karl Seitz (Wasserballspieler) (1904–nach 1936), österreichischer Wasserballspieler
- Katja Seitz-Stein (* 1967), deutsche Psychologin und Hochschullehrerin
- Konrad Seitz (1934–2023), deutscher Diplomat
- Konstantin Seitz (* 1970), österreichischer Produzent und Produzent

### L
- Lou Seitz (1899–1985), deutsche Schauspielerin
- Ludwig Seitz (Gärtner) (Carl Ludwig Seitz; 1792–1866), deutscher Gärtner
- Ludwig Seitz (Maler) (1844–1908), deutscher Maler
- Ludwig Seitz (Mediziner) (1872–1961), deutscher Gynäkologe und Geburtshelfer
- Ludwig Seitz (Dirigent) (1876–1957), deutsch-österreichischer Dirigent
- Luise Seitz-Zauleck (1910–1988), deutsche Architektin

### M
- Manfred Seitz (1928–2017), deutscher Theologe und Hochschullehrer
- Mark Seitz (* 1954), US-amerikanischer Geistlicher, römisch-katholischer Bischof
- Martin Seitz (1895–1988), deutscher Gemmenschneider
- Maximilian Seitz (Maler) (1937–2021), deutscher Maler und Grafiker
- Michael Seitz (* 1976), deutscher Autor

### N
- Nike Seitz (* 2004), deutsche Schauspielerin
- Noah Seitz, US-amerikanischer Cellist und Musikpädagoge
- Nora Seitz (* 1984), deutsche Politikerin (CDU), Bundestagsabgeordnete
- Norbert Seitz (Materialwissenschaftler) (1936–2018), deutscher Materialwissenschaftler
- Norbert Seitz (* 1950), deutscher Soziologe, Hochschullehrer und Sachbuchautor

### O
- Oliver Seitz (* 1966), deutscher Chemiker und Hochschullehrer
- Otto Seitz (Maler) (1846–1912), deutscher Künstler und Hochschullehrer
- Otto Seitz (Geologe) (1888–1976), deutscher Geologe
- Otto Seitz (General) (1911–1974), österreichischer General

### P
- Paul Seitz (Fußballspieler) (1897–1979), französischer Fußballspieler und -trainer
- Paul Seitz (Architekt) (1911–1989), deutscher Architekt
- Paul Seitz (Komponist) (* 1951), US-amerikanischer Komponist und Musikpädagoge
- Paul-Léon Seitz (1906–1984), französischer römisch-katholischer Ordensgeistlicher, Bischof von Kontum
- Peter Seitz (Verleger) (1868–1951), deutscher Buchhändler und Verleger
- Peter Seitz (Musiker) (* 1958), deutscher Hornist und Posaunist
- Philipp von Seitz († um 1345), hochmittelalterlicher Autor, siehe Bruder Philipp
- Philipp Seitz (* 1997), österreichischer Handballspieler
- Philipp Karl Seitz (1901–1982), deutscher Maler und Grafiker
- Placidus Seitz (1672–1736), Abt der Benediktinerabtei Ettal

### R
- Raphael Seitz (1957–2015), deutscher Maler und Glaskünstler
- Raymond G. H. Seitz (* 1940), US-amerikanischer Diplomat und Wirtschaftsmanager
- Ria Liegel-Seitz (1903–1993), deutsche Bildhauerin, Textilkünstlerin, Illustratorin, Beschäftigungstherapeutin und Kindergärtnerin
- Richard Seitz (1854–?), deutscher Cellist
- Richard J. Seitz (1918–2013), US-amerikanischer Generalleutnant
- Robert Seitz (1891–1938), deutscher Schriftsteller
- Robert Seitz (SS-Mitglied) (1911–1977), deutscher SS-Unterscharführer im KZ Majdanek und KZ Auschwitz-Birkenau
- Roland Seitz (* 1964), deutscher Fußballtrainer
- Rolf Seitz (Fußballspieler) (* 1950), deutscher Fußballtorhüter
- Rolf Seitz (Tennisspieler) (* 1976), brasilianischer Tennisspieler
- Rüdiger Seitz (1927–1991), österreichischer Komponist und Musikpädagoge
- Rudolf von Seitz (1842–1910), deutscher Maler, Zeichner und Kunstgewerbler
- Rudolf Seitz (Mediziner) (1921–1982), deutscher Augenarzt
- Rudolf Seitz (Kunstpädagoge) (1934–2001), deutscher Kunstpädagoge
- Rudolf Seitz (Fußballspieler) (* 1956), österreichischer Fußballspieler

### S
- Schorsch Seitz (Georg Seitz; * 1952), deutscher Mundart-Entertainer und Autor
- Sean Seitz (* 2002), deutscher Fußballspieler
- Simone Seitz (* 1968), deutsche Pädagogin
- Stefan Seitz (* 1944), deutscher Ethnologe
- Stella Seitz (1968–2025), deutsche Astrophysikerin
- Stephan Seitz (* 2002), deutscher Handballspieler
- Susanne Seitz (* 1964), deutsche Schriftstellerin
- Sybille Seitz (* 1966), deutsche Journalistin

### T
- Theobald Friedrich Seitz (1864–1929), deutscher Unternehmer und Firmengründer
- Theodor Seitz (1863–1949), deutscher Kolonialpolitiker (Kamerun, D-Südwestafrika)
- Thomas Seitz (Bildhauer) (1683–1763), deutscher Bildhauer und Stuckator
- Thomas Seitz (Politiker) (* 1967), deutscher Politiker (parteilos)
- Thomas Seitz (Fußballspieler) (* 1969), deutscher Fußballspieler
- Trude Stolp-Seitz (1913–2004), deutsche Malerin
- Tycho Seitz (1933–2001), deutscher Wirtschaftswissenschaftler
- Tyler Seitz (* 1976), kanadischer Rennrodler

### U
- Ursula Seitz-Gray (1932–2017), deutsche Fotografin

### V
- Volker Seitz (* 1943), deutscher Diplomat

### W
- Walter Seitz (Förster) (1863–nach 1927), deutscher Förster und Fachautor
- Walter Seitz (Politiker) (1905–1997), deutscher Mediziner und Politiker (SPD), MdL Bayern
- Walter Seitz (Richter) (1938–2022), deutscher Jurist, Richter und Hochschullehrer
- Walter Seitz (Fußballspieler) (1950–2025), deutscher Fußballspieler
- Walther Seitz (1899–nach 1967), deutscher Energiewirtschaftsmanager
- Werner Seitz (* 1921), deutscher Fußballspieler
- Wilhelm Seitz (Politiker, 1802) (1802–1872), deutscher Gastwirt und Politiker
- Wilhelm Seitz (Pilot) (Wilhelm Anton Seitz; † 1926), deutscher Jagdflieger
- Wilhelm Seitz (Physiker) (1872–1945), deutscher Physiker und Hochschullehrer
- Wilhelm Seitz (Politiker, 1904) (1904–1987), deutscher Politiker (FDP)
- Willi Seitz (* 1957), deutscher Volksmusiker
- Willi Ernst Seitz (* 1956), deutscher Objektkünstler
- Wolfgang Seitz (1921–2014), deutscher Buchhändler und Druckgrafik-Sammler